# Myriade
Pour l’article ayant un titre homophone, voir Myriad.
Une myriade (mot d'origine grecque) signifie dans le système décimal dix à la puissance quatre, soit dix mille (10 000).
Le grec moderne utilise couramment ce numéral. Un million en langue grecque se dit même εκατομμύριο (ekatommyrio), cent myriades.
Beaucoup de cultures asiatiques comptent traditionnellement en myriades. Par exemple, les Chinois utilisent le caractère 萬 (ou 万 en chinois simplifié) pour signifier « dix mille » depuis des millénaires. Les Coréens ainsi que les Japonais ont aussi emprunté ce caractère dans leurs langues.